# Borrichia arborescens
Espèce
Borrichia arborescens est une espèce de plantes à fleurs appartenant à la famille des Asteraceae. C'est un arbuste originaire des Antilles et du sud de la Floride.

## Synonymes
- Borrichia glabrata (Kunth) Small
- Diomedea glabrata Kunth
- Buphthalmum arborescens L.
- Bubonium arborescens Hill
- Diomedea argentea Kunth
- Diomedea indentata Cass.
- Borrichia argentea (Kunth) DC.
- Anthemis crassifolia Sessé & Moç.
- Verbesina arborescens (L.) M. Gómez

## Nom vernaculaires
- Floride : Sea ox-eye
- Espagnol : Clavelón de playa

## Habitat
Dunes côtières en lisière de mangrove, des Antilles, Cuba, Bahamas et sud de la Floride. 

## Description
- Petit arbuste de 1.5 m de haut.
- Inflorescence petits capitules jaunes
- Feuilles oblongues

## Biologie
Borrichia arborescens s'hybride avec Borrichia frutescens quand les deux espèces sont présentes. 
Cet arbuste tolère les inondations occasionnelles par les eaux salées lors des tempêtes.